# سينثيا مارتن
سينثيا مارتن (بالإنجليزية: Cynthia Martin)‏ هي رسامة توضيحية أمريكية، ولدت في 19 سبتمبر 1961.